# Elinor Barker
Elinor Jane Barker MBE (ur. 7 września 1994 w Cardiff) – brytyjska kolarka torowa i szosowa, wielokrotna medalistka igrzysk olimpijskich oraz torowych mistrzostw świata i Europy.

## Kariera
Pierwsze sukcesy w karierze Elinor Barker osiągnęła w 2011 roku. Najpierw na torowych mistrzostwach Europy juniorów zdobyła srebrny medal w indywidualnym wyścigu na dochodzenie, a następnie była druga w indywidualnej jeździe na czas podczas szosowych mistrzostw świata juniorów. Zdobywała medale także podczas Igrzysk Wspólnoty Narodów Młodzieży 2011. Rok później została mistrzynią Europy juniorek w indywidualnym i drużynowym wyścigu na dochodzenie i mistrzynią świata juniorek w indywidualnej jeździe na czas. W 2013 roku wystąpiła na torowych mistrzostwach świata w Mińsku, gdzie wspólnie Laurą Trott i Danielle King zwyciężyła w drużynowym wyścigu na dochodzenie. W tym samym roku Brytyjki w składzie King, Trott, Barker i Katie Archibald zwyciężyły również na mistrzostwach Europy w Apeldoorn. Na rozgrywanych rok później mistrzostwach świata w Cali razem z Trott, Archibald i Joanną Rowsell zdobyła swój drugi tytuł drużynowej mistrzyni świata.